# Dan Hatano
Dan Hatano (8 de junio de 1963) es un deportista estadounidense que compitió en judo. Ganó una medalla de bronce en los Juegos Panamericanos de 1991, y una medalla de bronce en el Campeonato Panamericano de Judo de 1992.

## Palmarés internacional
| Juegos Panamericanos    | Juegos Panamericanos | Juegos Panamericanos | Juegos Panamericanos |
| Año                     | Lugar                | Medalla              | Categoría            |
| ----------------------- | -------------------- | -------------------- | -------------------- |
| 1991                    | La Habana (Cuba)     | Medalla de bronce    | –71 kg               |
| Campeonato Panamericano |                      |                      |                      |
| Año                     | Lugar                | Medalla              | Categoría            |
| 1992                    | Hamilton (Canadá)    | Medalla de bronce    | –71 kg               |